# Michael Hill
Michael Hill (n. 30 de junio de 1974 en Sídney, Australia) es un exjugador de tenis australiano que se especializó en la modalidad dd dobles. En la modalidad conquistó 3 títulos en 9 finales y alcanzó el puesto Nº18 del ranking mundial el 30 de julio de 2001.

## Títulos (3; 0+3)

### Dobles (3)
| Leyenda                |
| Grand Slam (0)         |
| Tennis Masters Cup (0) |
| ATP Masters Series (0) |
| ATP Tour (3)           |

| N.º | Fecha | Torneo     | Superficie    | Pareja       | Oponentes en la final         | Resultado |
| --- | ----- | ---------- | ------------- | ------------ | ----------------------------- | --------- |
| 1.  | 2000  | Brighton   | Dura          | Jeff Tarango | Paul Goldstein Jim Thomas     | 6-3 7-5   |
| 2.  | 2001  | Casablanca | Tierra batida | Jeff Tarango | Pablo Albano David Macpherson | 7-62 6-3  |
| 3.  | 2002  | Barcelona  | Tierra batida | Daniel Vacek | Lucas Arnold Ker Gastón Etlis | 6-4 6-4   |